# Together (álbum de Jane)
Together  es el primer álbum debut y álbum de estudio de la banda alemana de rock: Jane. Lanzado en 1972.
Se le considera uno de los clásicos de culto de la escena del krautrock y del rock progresivo independiente de Alemania. Hoy en día esta en el seguimiento de culto el álbum buscado por coleccionistas y seguidores del rock progresivo.

## Sonido
El sonido del álbum principalmente se enfoca en los sonidos del krautrock y del rock progresivo pero también es caracterizado el sonido del álbum con melodías suaves y experimentales.

## Lista de canciones
Todas las canciones escritas y compuestas por Klaus Hess, Charly Maucher, Werner Nadolny, Peter Panka y Bernd Pulst.. 
| Together |               |          |  |
| N.º      | Título        | Duración |  |
| 1.       | «Daytime»     | 08:10    |  |
| 2.       | «Wind»        | 04:57    |  |
| 3.       | «Try to Find» | 05:27    |  |
| 4.       | «Spain»       | 11:57    |  |
| 5.       | «Together»    | 03:46    |  |
| 6.       | «Hangman»     | 09:30    |  |
| 43:47    |               |          |  |

## Personal
Las letras de los sencillos fueron compuestos por todos los miembros tras la realización del álbum.
- Klaus Hess - guitarra
- Charly Maucher - bajo, vocal
- Werner Nadolny - órgano, flauta
- Peter Panka - batería, percusión
- Bernd Pulst - vocal de apoyo